# Basilia meridionalis
Basilia meridionalis är en tvåvingeart som beskrevs av Oskar Theodor 1956. Basilia meridionalis ingår i släktet Basilia och familjen lusflugor. Inga underarter finns listade i Catalogue of Life.